# Drakenkop van Appels
De Drakenkop van Appels is een eikenhouten boegbeeld dat in 1934 tijdens baggerwerken op de Schelde nabij Appels Veer gevonden werd tussen de restanten van een schip.
Initieel werd het object aanzien als onderdeel van een Vikingschip, maar door middel van koolstofdatering werd vastgesteld dat de Drakenkop afkomstig is uit de 4de tot 6de eeuw na Christus, wat de Vikingen zo goed als volledig uitsluit aangezien de Vikingaanwezigheid in de regio zich in de 9e tot 10e eeuw situeert.
Gezien de afmetingen van het object (een lengte van 149 cm) is het afkomstig van een schip met een lengte van ongeveer 18 m.
De Drakenkop van Appels maakt deel uit van de collectie van het British Museum.

## Ommegang
In juli 2024 werd de 90ste verjaardag van de ontdekking van de Drakenkop van Appels herdacht door Ros Appels VZW met de bouw van een reuzeknaptand die meeliep met het Peird van Appels in de Ommegang van Appels.